# Ramiro II de Aragón
Ramiro II de Aragón, apodado el Monje o el Rey Campana (24 de abril de 1086- 1147 o 16 de agosto de 1157), fue rey de Aragón entre 1134 y 1137. En la renuncia de Zaragoza, en 1137, cedió el  reino al conde de Barcelona, Ramón Berenguer IV, al ser este prometido a desposar a su única hija, Petronila. Estos esponsales se firmaron en Barbastro el 11 de agosto de 1137, teniendo Petronila un año de edad y Ramón Berenguer IV unos 23 o 24 años. Tras el compromiso, Ramiro abdicó y volvió a la vida eclesiástica que había llevado antes de su entronización, aunque mantuvo el título de rey de Aragón hasta su muerte en 1147 o 1157. Ramón Berenguer se intituló princeps de Aragón y sigue siendo objeto de un intenso debate historiográfico si gobernó Aragón como «administrador» de la herencia de Petronila, con la que efectivamente se casó en 1150, o lo hizo con plenos derechos como resultado de la «donación» del reino que le hizo Ramiro II.

## Biografía

### Conflicto sucesorio y acceso al trono
Tras morir su hermano Alfonso, rey de Aragón y de Pamplona, a principios de septiembre de 1134 sin descendencia Ramiro accedió al trono del reino de Aragón cuando ya rondaba la cincuentena. Hasta entonces había pasado su vida dedicado a la Iglesia, primero como monje en el monasterio francés de San Ponce de Tomeras, luego como abad de San Pedro el Viejo (Huesca) y, por último, como obispo de Roda-Barbastro.
En su testamento Alfonso había cedido sus reinos a partes iguales al Santo Sepulcro, al Hospital de San Juan Bautista de Jerusalén y al Templo de Jerusalén, no a las órdenes que los regentaban. Solo en el suplemento se las mencionaba: la Orden del Santo Sepulcro de Jerusalén, la Orden del Hospital de San Juan Bautista de Jerusalén y la Orden del Templo. Ante este hecho insólito que era contrario a la tradición y que no tenía precedentes, los estamentos del Reino de Pamplona (unido a Aragón desde 1076), proclamaron rey a García Ramírez (bisnieto por línea bastarda de García Sánchez III de Pamplona) y se separaron definitivamente de Aragón. La reacción de los nobles aragoneses fue rechazar también el testamento y reunidos en Jaca proclamaron rey a Ramiro —más adelante este declararía que había aceptado la sucesión por el bien del pueblo y por la paz de la Iglesia (sola populi necesitate et ecclesiae tranquilitate). Por su parte el rey Alfonso VII de León reclamó sus derechos al trono de Aragón, como hijastro de Alfonso el Batallador (era hijo de Urraca I con quien estuvo casado Alfonso hasta que su matrimonio fue declarado nulo) y tataranieto de Sancho III el Mayor. La crisis sucesoria se complicó aún más cuando el papa Inocencio II reclamó el cumplimiento del testamento del Batallador y negó el reconocimiento como rey a Ramiro.
El rey leonés Alfonso VII dejó claras sus intenciones cuando en diciembre de 1134 penetró con una expedición en Zaragoza y en sus diplomas comenzó a incluir el título de «rey de Zaragoza» (del Regnum Cesaragustanum). Según José María Lacarra, debido a la crisis política que se estaba viviendo en Aragón provocada por «la imposibilidad de cumplir el extraño testamento del monarca [Alfonso el Batallador]» Alfonso VII es recibido en Zaragoza «como libertador».
Ramiro se enteró de la muerte de su hermano el rey Alfonso I al día siguiente cuando se encontraba celebrando la Natividad de la Virgen en Tierrantona (8 de septiembre). Su coronación tuvo lugar en Zaragoza el 29 de septiembre de 1134. Según el historiador Luis García de Valdeavellano «Ramiro II era indudablemente el legítimo heredero del Reino; conforme al derecho navarro-aragonés, a él correspondía heredar los territorios tradicionales de Aragón, y Alfonso I sólo podía, en realidad, haber dispuesto libremente de las tierras ganadas, o sea de los "acapetos" o conquistas, constituídas [sic] por el Regnum Caesaraugustanum (Zaragoza, Calatayud, Daroca, etc.)».

### Reinado (1134-1137)

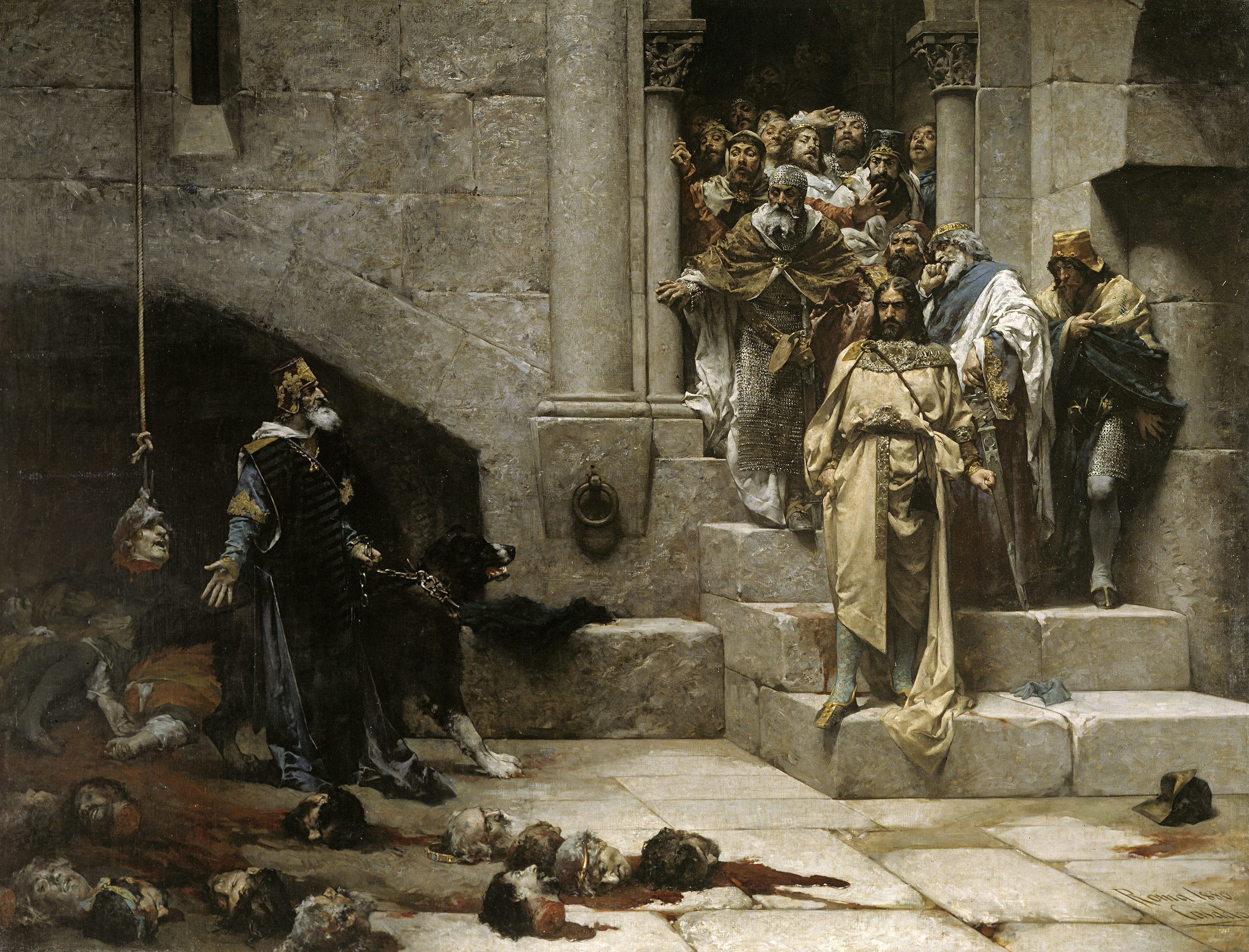
José Casado del Alisal, La campana de Huesca, 1880, óleo sobre lienzo. Según la leyenda de la Campana de Huesca, el rey Ramiro II fue a pedirle consejo a su antiguo abad, el cual le dijo que para solucionar los problemas en su reino debería arrancar las malas hierbas. Así que Ramiro dijo que iba a construir una campana lo suficientemente grande como para que se escuchara en todo su reino. Los nobles que fueron a ver esa campana para reírse de él fueron hechos pasar uno a uno a una habitación donde fueron degollados. Se cuenta que mientras los degollaban les iba diciendo "escucha, escucha, mira cómo se oyen las campanadas". Los nobles que degolló habían asaltado una caravana de musulmanes en tiempo de tregua. Esto hizo que sus enemigos en la corte desaparecieran por el temor que les infundió.

A principios de 1135 Ramiro, quien a su título de rey de Aragón se unían los de conde de Sobrarbe y de Ribagorza, intentó una solución que mantuviera la unión de los reinos de Aragón y de Pamplona: el «ahijamiento» de García Ramírez. Según el acuerdo firmado en Vadoluengo Ramiro se convertía en «padre» de García y mantenía el «principado» sobre los dos reinos —durante un breve tiempo se intitulará «rey de los aragoneses y de los pamploneses»— mientras que García Ramírez se convertía en su «hijo» y asumía el gobierno de la guerra. Y cuando muriera el «padre», el «hijo» lo sucedería en el conjunto de los dos reinos. Pero el acuerdo fracasó por la intervención de Alfonso VII —a quien se había dejado al margen de la negociación— que en mayo consiguió que García Ramírez le prestara vasallaje a cambio de la tenencia del Regnum Caesaragustanum.

Signum regis (firma) de Ramiro II.

Varios meses después Ramiro tuvo que hacer frente a una conjura nobiliaria para destronarle (en favor de García Ramírez, ahora aliado de Alfonso VII), pero, tras refugiarse en octubre de 1135 en Besalú (cabeza del condado del mismo nombre anexionado al condado de Barcelona por Ramón Berenguer III), logró desbaratarla («Leyenda de la Campana de Huesca») para lo que contó con el apoyo del conde de Barcelona Ramón Berenguer IV (con el que se había entrevistado durante su estancia en Besalú). Para asegurar su posición Ramiro —fracasado el «ahijamiento» de García Ramírez— renunció a su condición de eclesiástico para poder casarse con Inés de Poitou y tener un descendiente que heredara el trono («tomé esposa no por deseo de la carne, sino por la restauración de la sangre y de la estirpe», declaró en noviembre de 1137). La boda se celebró en Jaca el 13 de noviembre de 1135 y el 11 de agosto del año siguiente nacía una niña, Petronila. Al no ser un varón Ramiro tuvo que planear rápidamente su futuro matrimonio, eligiendo entre la dinastía leonesa o la barcelonesa.
Pocos días después de que hubiera nacido Petronila Ramiro se entrevistó en Alagón con Alfonso VII quien le convenció para que le rindiera vasallaje por el «Regnum Caesaraugustanum» y a cambio le restituyó la ciudad de Zaragoza (aunque manteniendo la soberanía sobre ella) y la parte oriental del «Regnum», aunque se reservó la parte occidental fronteriza con Castilla, que abarcaba Calatayud, Alagón y Soria. En esa reunión se habló también del futuro de Petronila y de su posible matrimonio con el heredero leonés Sancho. «La idea de Alfonso era que Petronila fuese educada en la corte castellana y se prometiese más tarde con su heredero», ha señalado Percy Ernst Schramm. Según Jerónimo Zurita, citado por Josep-David Garrido Valls, Alfonso VII tomó a la niña Petronila (a la que rebautizó Urraca, el nombre de su madre) como garantía del pacto. La madre de Petronila Inés de Poitou volvió a Poitiers y acabó ingresando en la abadía de Fontevraud.

#### Donación de su hija Petronila y del reino de Aragón a Ramón Berenguer IV
Véase también la sección: Debate historiográfico sobre las «capitulaciones matrimoniales» pactadas por Ramiro II y Ramon Berenguer IV en 1137: ¿fueron un «casamiento en casa»?

Yo Ramiro, hijo del rey Sancho, rey de los aragoneses, doy a ti Ramón, conde barcelonés, mi reino de Aragón, con mi hija, todo íntegramente, como lo dividió el rey Sancho el Mayor, abuelo de mi padre; y como lo dividí con el rey García Ramírez de los navarros, en Pamplona, exceptuadas las tenencias que el sobredicho rey Sancho [el Mayor] dio al rey Ramiro, mi abuelo, en Navarra [...] Esto te doy y concedo a los hijos de los hijos tuyos que fuesen de generación de mi hija, por los siglos de los siglos. Tú, en cambio, convienes conmigo, en palabra de verdad, y pones tus manos entre mis manos, que no enajenes, ni hagas enajenar, este reino que te doy, durante la vida de los hijos de mi hija. [...] Y que durante toda mi vida me tengas como padre y señor. [...] Aunque te entregue el reino, sin embargo, no renuncio a mi dignidad.

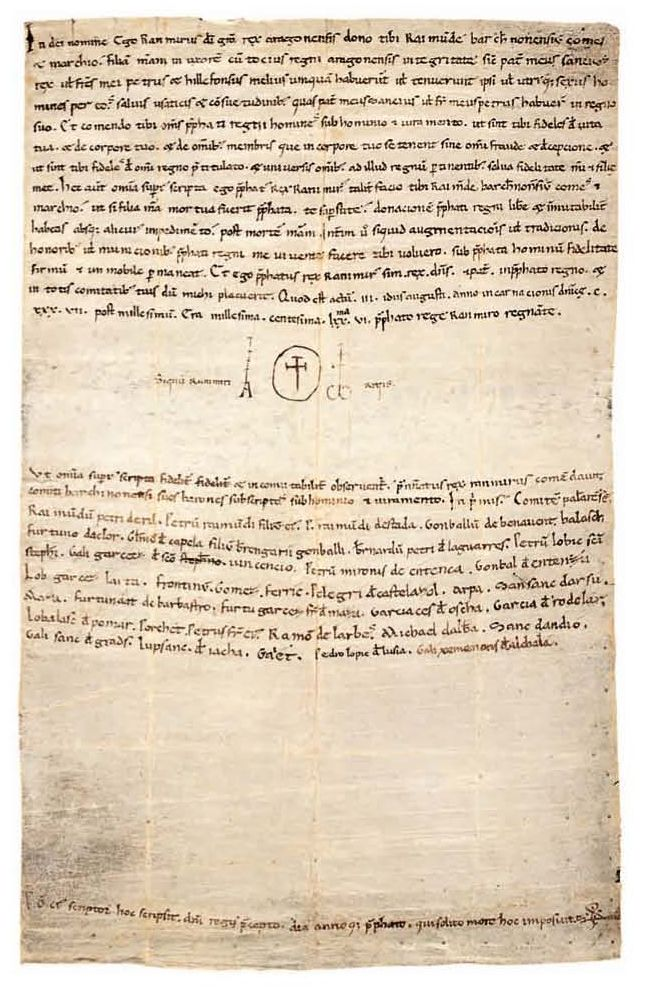
Documento de los acuerdos de esponsales de Barbastro, 11 de agosto de 1137. Según la traducción de Antonio Ubieto Arteta (1987b:144-145), y suprimidas las relaciones de villas y castillos donados e iglesias y monasterios que retenía, decía:Yo Ramiro, hijo del rey Sancho, rey de los aragoneses, doy a ti Ramón, conde barcelonés, mi reino de Aragón, con mi hija, todo íntegramente, como lo dividió el rey Sancho el Mayor, abuelo de mi padre; y como lo dividí con el rey García Ramírez de los navarros, en Pamplona, exceptuadas las tenencias que el sobredicho rey Sancho [el Mayor] dio al rey Ramiro, mi abuelo, en Navarra [...] Esto te doy y concedo a los hijos de los hijos tuyos que fuesen de generación de mi hija, por los siglos de los siglos. Tú, en cambio, convienes conmigo, en palabra de verdad, y pones tus manos entre mis manos, que no enajenes, ni hagas enajenar, este reino que te doy, durante la vida de los hijos de mi hija. [...] Y que durante toda mi vida me tengas como padre y señor. [...] Aunque te entregue el reino, sin embargo, no renuncio a mi dignidad.

Frente a la candidatura de Sancho, heredero de Alfonso VII, una parte de la nobleza aragonesa y el propio rey Ramiro II apoyaron la opción del conde de Barcelona Ramón Berenguer IV. Según el acuerdo firmado en Barbastro el 11 de agosto de 1137 —«una declaración documental que por su poca habilidad no hace ningún favor a la cancillería aragonesa», según Percy Ernst Schramm, aunque quien la redactó fue el secretario de Ramón Berenguer, Ponç d'Osor— el rey Ramiro «donaba» su «hija por mujer, con todo el reino aragonés íntegro» (tocius regni Aragonensis integritate) a Ramón Berenguer y le encomendaba a «todos los hombres del reino bajo homenaje y juramento, para que te sean fieles toda tu vida... y por todas las cosas que les pertenecen, salvada la fidelidad hacia mí y a mi hija». Ramiro decía también «que si mi hija muriese, y tu sobrevivieses, tengas la donación del predicho reino libre e inmutable, sin ningún impedimento después de mi muerte». Terminaba diciendo «que yo, el predicho rey Ramiro, sea rey, señor y padre en el predicho reino y en todos tus condados [rex, dominus et pater in prephato regno et in totis comitatibus tuis] mientras a mi me plazca». Según el historiador alemán Percy Ernst Schramm, «la relación que nacía así entre Ramon Berenguer y los aragoneses quedaba sujeta a las condiciones consuetudinarias del juramento de fidelidad». De hecho los nobles presentes en Barbastro juraron fidelidad a Ramón Berenguer y después lo harían los del resto del reino y los habitantes de las ciudades —los de Huesca lo hicieron uno por uno ante el altar de su iglesia—. A partir de entonces Ramón Berenguer ostentaría el título de princeps de Aragón, al que en ocasiones añadiría el de dominador de Aragón, pero nunca se titularía rey.

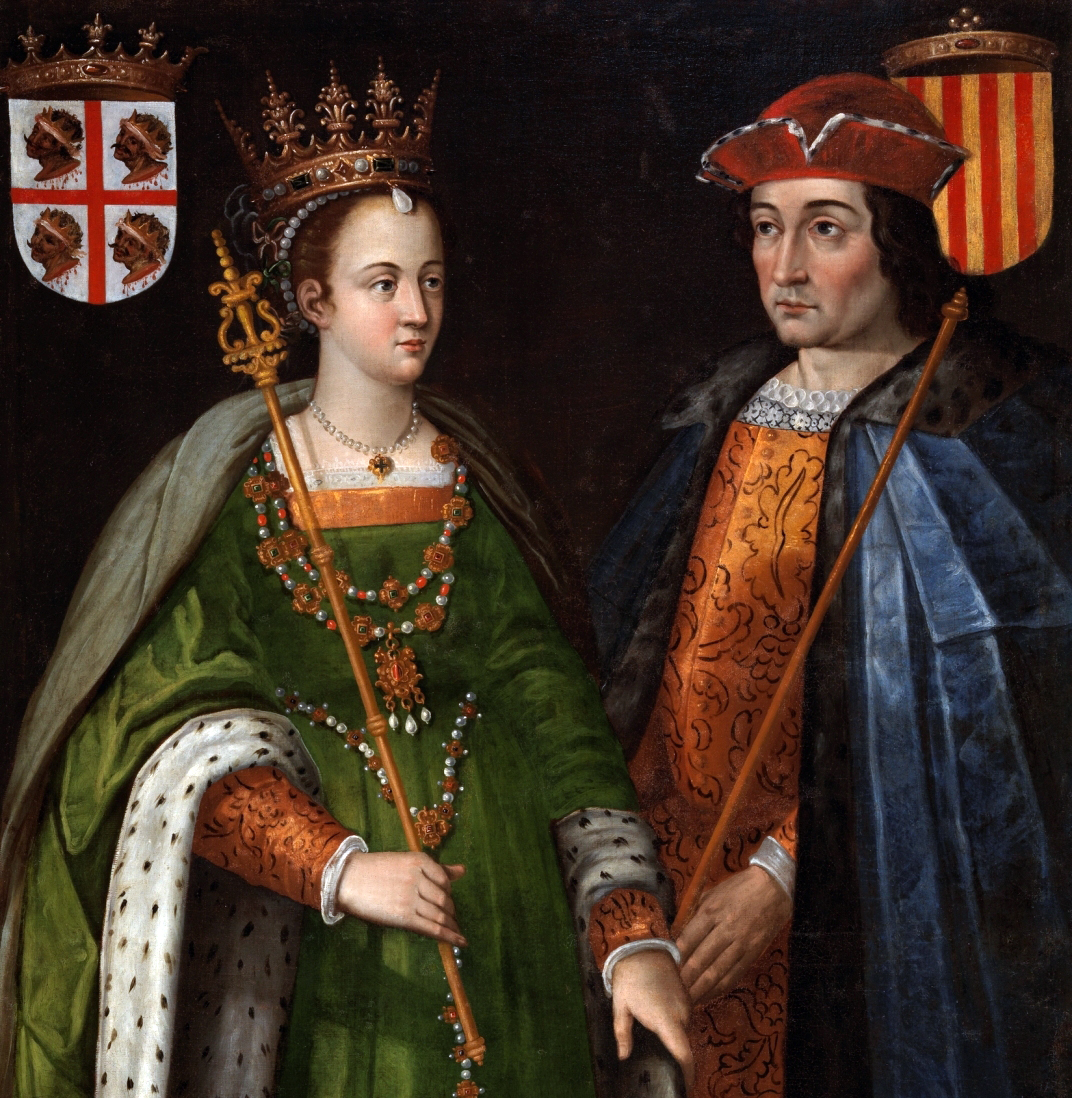
Supuestos retratos de Ramon Berenguer IV y de Petronila. Es una copia de 1634 del original pintado por Felipe Ariosto en 1586 que formaba parte de la Colección de retratos de los reyes de Aragón encargada por la Diputación General de Aragón.

Tras dejar Barbastro, Ramiro II y Ramón Berenguer IV comenzaron a recorrer el reino de Aragón y al parecer surgieron algunas discrepancias entre ellos al hacer Ramiro II algunas concesiones a terceros sin conocimiento del conde. Así que el 27 de agosto, dos semanas después de la de Barbastro, Ramiro firmaba en Ayerbe una nueva «donación» en la que tras confirmar la de su hija, el honor regio y sus hombres en homenaje, declaraba nula toda concesión hecha por él a otros y prometía a Ramón Berenguer que no haría ninguna más sin su consentimiento.
Tres meses después, el 13 de noviembre, Ramiro II, ansioso por volver a la vida monástica, culminó el traspaso de poderes ratificando nuevamente la donación de su hija con todo el reino y su honor a Ramón Berenguer y declaró «por libre voluntad» que a partir de aquel momento todos sus vasallos (homines), tanto los milites (nobles) como los clerici (clero) y los pedites (pueblo llano), tenían que obedecerle como a su rey (tanquam regi). Y para que no hubiera duda le donó todo lo que se había reservado en el documento de Barbastro. Eso y lo que le había donado antes lo había de tener Ramón Berenguer ad servicium meum et fidelitatem (sin mencionar en esta ocasión a su hija Petronila). El historiador alemán Percy Ernst Schramm ha destacado la última última frase del documento (Supradicta omnia illi dono et firmiter laudo sicut melius unquam habuit frater meus Andefonsus et habeat ea omnia ad fidelitatem meam omni tempore: 'Todo esto a él doy y firmemente ratifico como mejor lo tuvo mi hermano Alfonso, y tenga todas estas cosas guardándome a mi fidelidad siempre') que considera que si la mima fue añadida personalmente por Ramiro II «se tiene que considerar como el documento de abdicación más antiguo hecho por propia mano de un soberano de Occidente». A partir de entonces Ramón Berenguer incluyó en sus documentos la fórmula regnante comes Barchinona in Aragon.
El historiador alemán Percy Ernst Schramm se ha preguntado «¿Qué habría pasado si Ramiro, el rey-monje, no hubiera tenido a su lado a un hombre de la talla de Ramon Berenguer?». Y él mismo se ha contestado: «en el caso de Aragón se puede decir que difícilmente habría sido posible eliminar el testamento del Batallador y que —fuese como fuese como se llevara su cumplimiento— necesariamente la balanza de poder se habría decantado por el lado de Castilla». Por su parte, José María Lacarra ha destacado el hecho de que «la crisis política, tras complicados incidentes, pudo solucionarse salvando la personalidad e independencia de Aragón y asegurando para el reino las conquistas llevadas a cabo por el Batallador».

### Últimos años
Tras la abdicación de noviembre de 1137, que sería conocida como la «renuncia de Zaragoza», Ramiro II se retiró al monasterio de San Pedro el Viejo de Huesca, manteniendo la dignidad real. «Allí vivió todavía diez años sin volver a intervenir en el curso de los acontecimientos», ha señalado Percy Ernst Schramm.
Schramm ha seguido considerando 1147 como el año de la muerte de Ramiro, la fecha que dieron Jerónimo Zurita, Jerónimo Blancas y Francisco Diago, sin hacer caso a Joaquin Traggia (1799) que pospuso la muerte a 1157, fecha que más recientemente (1949) también había sido propuesta por Antonio Ubieto Arteta. Por su parte, José-David Navarro Valls ha considerado que «la fecha de 1147 es más verosímil, puesto que, una vez muerto Ramiro II, Ramon Berenguer IV pudo tratar descaradamente su matrimonio con una princesa diferente de Petronila, como así pasó el 1 de julio de 1149, cuando concertó su casamiento con Blanca de Navarra, hija de García VI».
Los restos de Ramiro fueron dispuestos en un sarcófago romano del siglo II o III en la capilla de San Bartolomé de San Pedro el Viejo de Huesca.

## Debate historiográfico sobre las «capitulaciones matrimoniales» pactadas por Ramiro II y Ramon Berenguer IV en 1137: ¿fueron un «casamiento en casa»?
En 1987 se inició un debate historiográfico, que no ha concluido, sobre la teoría sostenida por el historiador aragonés Antonio Ubieto Arteta, en dos obras publicadas en ese año, de que la donación de la infanta Petronila (de un año de edad) y el reino de Aragón por parte de Ramiro II al conde de Barcelona Ramon Berenguer IV acordada en 1137 fueron unas capitulaciones matrimoniales que se produjeron en el marco del «casamiento en casa» (una institución consuetudinaria aragonesa), lo que habría comportado el sometimiento del conde de Barcelona a Petronila. Es decir, Ramon Berenguer IV, princeps de Aragón desde 1137 hasta su muerte en 1162, no habría regido por sí mismo la casa/reino de Aragón, sino que habría realizado sus actos como consorte de la heredera/reina Petronila (con quien consumó el matrimonio en 1150, cuando cumplió la edad canónica). De esa teoría habría derivado una segunda según la cual Ramiro II habría «ahijado» a Ramon Berenguer IV lo que habría supuesto la extinción de la línea troncal del linaje de la Casa de Barcelona. Estas teorías han sido aceptadas y asumidas por buena parte de la historiografía española, y singularmente por la aragonesa, mientras que han sido cuestionadas por la historiografía catalana (y no sólo por ella), tal vez con una única excepción, la de Ernest Belenguer, catedrático de Historia Moderna de la Universidad de Barcelona, quien ha afirmado que «el "matrimonio en casa" aseguraba —pasara lo que pasara— el mantenimiento del reino».

### Antecedentes
Todavía en el siglo XVI el contrato de esponsales era conocido, como se muestra en los Anales de la Corona de Aragón de Jerónimo Zurita:

Presta juramento y homenaje el conde de Barcelona al rey. Lo que el rey se reservó en la donación. El conde prestó pleito homenaje que no ajenaría el reino [...] y que durante la vida del rey don Ramiro le tendría por señor. [...] Y dice que retenía su dignidad real.
En Barbastro concertó el rey el casamiento de su hija con el de Barcelona y el reino. El conde jura los fueros y los ricos hombres le prestan homenajes. Estaba el rey don Ramiro en Barbastro cuando se concertó lo deste matrimonio, y allí se otorgó el instrumento a once del mes de agosto del año de 1137. Y en él parece que dio al conde don Ramón Berenguer su hija por mujer con su reino cuanto se extendía y había sido poseído y adquirido por el rey don Sancho su padre y por los reyes don Pedro y don Alonso sus hermanos, quedando en su fuerza y vigor los fueros, usos y costumbres que en tiempo de sus predecesores tuvieron los aragoneses y se guardaban en el reino.
Queda el conde por rey en caso que muera su mujer sin hijos. Entonces le encomendó sus tierras y súbditos debajo de homenaje y juramento que guardarían fielmente la vida y cuerpo del conde sin ningún engaño y que lealmente le obedecerían, guardando la fidelidad que debían a su hija que era su señora natural, con tal condición: que en caso que ella muriese quedase el reino sujeto al conde sin contradicción alguna y le tuviese y poseyese después de la muerte del rey su suegro, el cual mientras viviese quedase por rey y señor y padre en el reino y en los estados y señoríos del conde de Barcelona hasta que le pluguiese.
El rey entrega a su yerno todo el reino y se retira del gobierno. Y en el mismo tiempo el rey don Ramiro su suegro junto a la ciudad dio sus cartas para todos los de su reino, mandando que de allí adelante los castillos y fortalezas que tenían en su nombre las tuviesen por el conde de Barcelona y le reconociesen y obedeciesen como a él en todo, con continua fidelidad. Y porque en ello no se pusiese duda hizo cesión de lo que se había retenido cuando le entregó su hija; declarando que el reino siempre le tuviese a su servicio y salva su fidelidad.

En 1958 el historiador alemán Percy Ernst Schramm consideró que la relación entre Ramiro II y Ramón Berenguer IV a raíz del documento de esponsales de agosto de 1137 «quedaba sujeta a las condiciones consuetudinarias del juramento de fidelidad». La donatio inicial de Ramiro fue ampliada con un donativum, por el cual se anulaban las donaciones hechas hasta entonces y el rey prometía al conde no realizar ninguna otra donación sin su consentimiento, lo que fue interpretado por Schramm como una exigencia de Ramón Berenguer IV ante las concesiones hechas por Ramiro al rey de Navarra. Finalmente, el documento de noviembre muestra el deseo definitivo del rey Ramiro de volver al monasterio, por lo que declara «por libre voluntad» que sus vasallos pasan a depender de Ramón Berenguer y que le habrán de obedecer a partir de entonces como su rey (tanquam regi). Así, Schramm entiende que Ramón Berenguer pudo haber adoptado el título de rey, pero no lo hizo, inicialmente por respeto a la Iglesia, pues aún no se había resuelto el problema de la liquidación del testamento de Alfonso el Batallador, pero también porque sólo le interesaba el poder efectivo y no quería ofender la sensibilidad de sus nuevos súbditos, por lo que prefirió mantener la ficción de que el rey monje sería sucedido por su hija y que la dignidad real no pasaría a la nueva dinastía hasta la siguiente generación.

### Argumentos a favor
A partir de las dos obras del historiador Antonio Ubieto publicadas en 1987, un sector de la historiografía actual ha interpretado que el matrimonio entre Ramón Berenguer IV y Petronila se celebró según los términos del «casamiento en casa», una peculiaridad del derecho consuetudinario del Alto Aragón. Según esta teoría, por este contrato de esponsales, y su reflejo en la documentación posterior de Petronila, el marido se adscribe a la familia de la esposa, y es ella quien transmite la pertenencia al grupo familiar, junto con el patrimonio que hereda. El marido se somete formalmente a su suegro o al «Señor mayor» de la casa, y este, a cambio, le otorga la potestad sobre el solar familiar, pero reservándose su señorío tanto sobre los bienes del solar patrimonial como sobre los que aporta el marido. De este modo Ramón Berenguer desde 1137 «pasaba a ser un miembro más de la Casa de Aragón y de su linaje, a todos los efectos», como han señalado Guillermo Fatás y Guillermo Redondo, con extinción de la dinastía condal, como también ha señalado Fuertes de Gilbert Rojo.
Otros historiadores y genealogistas han apoyado y sostenido la misma teoría, como Benito Vicente de Cuéllar, que ha subrayado que el papel de Ramón Berenguer IV a partir de los esponsales de 1137 fue el de administrador de la Casa de Aragón como regente del Reino de Aragón —fue Ramiro II quien siguió siendo «señor, padre y rey», como reza la documentación («Y yo predicho Ramiro sea rey, señor y padre en el citado reino y en todos tus condados mientras me plazca» y «durante toda mi vida me tengas como padre y señor»), y ostentando el título de Rey de Aragón hasta su muerte en 1157— o José Ángel Sesma Muñoz que destaca que en la documentación se intituló princeps y dominador, pero nunca rey. Ese título lo utilizó Ramiro hasta su muerte e incluso así le mencionan las crónicas escritas en otros reinos, tal como ha destacado Javier Leralta. Así pues, concluye Benito Vicente de Cuéllar, Ramón Berenguer IV se integró en la Casa de Aragón al ser pactadas sus capitulaciones matrimoniales de acuerdo a las instituciones jurídicas del «casamiento en casa», y dando lugar, tras el reinado de Ramiro II, a que la reina fuera su hija Petronila, hasta que el 18 de junio de 1164 esta abdica en favor de Alfonso II, transcurridos dos años desde la muerte de su marido.
En 2000 Guillermo Fatás volvió a defender la teoría de Ubieto del «casamiento en casa». Según Fatás la Casa de Aragón, contra lo que sostiene una opinión muy extendida, no se extingue ni es «absorbida por la Casa de Barcelona» tras los esponsales de Ramón Berenguer IV y Petronila. Considera esta tesis «un error de bulto» y señala que «lo prueban a entera satisfacción» las propias afirmaciones de los reyes de Aragón de que este era el apellido de su linaje, el uso de dicho apellido como grito de guerra o aclamación por parte de los súbditos reales en todas las lenguas de la Corona, las condiciones establecidas en los varios documentos de los esponsales reiteradamente convertidas en «realidad actuante» y la «pervivencia jurídica y formal del linaje titular de las Barras de Aragón», lo cual supone un «conjunto de realidades» de coherencia «absoluta y compacta». El matrimonio entre Ramón Berenguer IV y Petronila, continua diciendo Fatás, fue «un matrimonio desigual (entre reina y conde que, además es vasallo del rey de Francia)» y al realizarse según los términos del «casamiento en casa» Ramon Berenguer asumió «como propio un linaje superior» y renunció al suyo, convirtiéndose «con ello en miembro de la casa de su mujer, titular de los derechos, y en administrador de la misma aunque sujeto a la autoridad del varón mayor de su nueva casa si lo hubiere». Así, Fatás interpreta la frase del documento de Barbastro de que Ramiro seguirá siendo rex, dominus et pater in prephato regno et in totis comitatibus tuis dum mihi pacuerit, al igual que Ubieto, como que Ramon Berenguer «acepta por rey, señor y padre al señor mayor de la Casa de Aragón (así era en Derecho de Aragón), tanto en Aragón como en los condados de su casa de origen, sin limitación alguna ("según le plazca" a Ramiro)». «El nuevo miembro de la Casa de Aragón no tendrá la nuda propiedad ni la titularidad de los derechos de la Casa, salvo que se extingan el señor mayor, la heredera y futura reina y los hijos que ésta pueda tener. Sólo en tal caso podrá el nuevo hijo, súbdito y vasallo, ser el señor mayor. Lo que no sucedió», concluye Fatás.
En 2008, Ana Isabel Lapeña Paúl, en una monografía sobre el reinado Ramiro II afirmó que, en contra de lo sostenido por Josep Serrano Daura (Vid. infra), las pautas del pacto de esponsales de Petronila y Ramón Berenguer IV de 1137, si bien aún no había un corpus legislativo escrito al respecto, se pueden observar anteriormente. 

Ya anteriormente se había estipulado algo similar cuando se pactó la boda de Alfonso I y Urraca de Castilla. En diciembre de 1109 se otorgaron dos documentos que lo reflejan. El primero es la "carta de arras" del Batallador a su esposa, en el que, además de la entrega de varios castillos y bienes, se estipuló lo siguiente: «convengo contigo que si Dios omnipotente me diese un hijo de ti, y yo muriese y tu me sobrevives, que tú y mi hijo tengáis todas mis tierras que hoy tengo y en el futuro conquiste con ayuda de Dios [...] Que si no tuviese hijo de ti y me sobrevives, que sea para ti toda mi tierra, y que la tengas ingenua y libre, como propia heredad, para hacer allí tu voluntad después de mis días.

### Argumentos en contra
En contra de la teoría del «casamiento en casa» aplicada a los esponsales de Ramón Berenguer IV y Petronila, el historiador catalán Josep Serrano Daura ha alegado la ausencia de referencias a esta institución consuetudinaria del derecho aragonés antes del siglo XV y que las cláusulas que fueron establecidas por Ramiro II sobre la sucesión a la corona de Aragón no se ajustan a las peculiaridades de esta institución, por lo que no sería trasladable a los pactos de 1137.
Serrano Daura, como otro historiadores y genealogistas opuestos a la teoría del «casamiento en casa, han recordado el estudio sobre la sucesión en la Corona de Aragón publicado en 1966 por el el historiador del derecho Alfonso García-Gallo. El genealogista Armand de Fluvià lo cita extensamente:

El célebre historiador castellano, García Gallo, estudioso del Derecho sucesorio en la Corona de Aragón, no tiene la menor duda de que el documento de 1137 es una donación de hija y reino, por parte de Ramiro II —que no tiene «deseos de conservar» el trono, más bien está «deseoso de desembarazarse del Reino»—, al Conde de Barcelona. Es tajante cuando dice que «no se trata de una escritura matrimonial, en virtud de la cual el marido adquiera los derechos de la mujer, ni de la promesa o entrega de una dote; sino [...] de la elección de un marido y de la entrega del poder directamente a éste. En la escritura no hay ni una sola frase de la que pueda inducirse que Petronila es la titular del poder que ejerce su marido o que en alguna parte se reserva. Salvo la fidelidad debida a Ramiro II y a su hija, los aragoneses quedan bajo la autoridad y obediencia de Ramón Berenguer. La condición jurídica de éste no se basa en que él es el marido [...] sino en una donación; por ello se prevé que aun disuelto el matrimonio por muerte de Petronila, Ramón Berenguer conserve el Reino de Aragón libre e inmutablemente». Constata también, refiriéndose a Petronila, que «desde el momento mismo en que muere su marido, Ramón Berenguer IV, y aunque éste no haya usado el título de Rey, su hijo Alfonso II se titula ya Rey de Aragón en vida de su madre. Lo cual indica que el regnum, es decir, el poder de reinar lo hereda de su padre —al que se lo había concedido Ramiro II— y no de su madre».

| Predecesor: Alfonso I | Rey de Aragón 1134-1137 | Sucesor: Petronila I (reina) Ramón Berenguer IV (princeps) |